# Математический бой
Математический бой (матбой) — командное соревнование по математике, обычно проводимое среди школьников и схожее по тематике с математическими олимпиадами. Оно включает как этап решения задач, так и этап его рассказа жюри. На этапе рассказа конкурирующие (оппонирующие) команды должны анализировать решения друг друга и указывать на ошибки и недочёты. За решение задачи команда получает некоторое количество баллов, которое может быть снижено при наличии ошибок и даже передано оппонирующей команде, если та на них корректно укажет. Победителем становится команда, набравшая большую сумму баллов.
Отличие математических боёв от «традиционных» олимпиад состоит в том, что они требуют от участников командного взаимодействия, умения рассказывать решения и способности быстро анализировать чужие решения.

## Краткие правила
Стандартный свод правил предполагает, что две команды из 6 человек в отведённое время решают предложенные жюри задачи (обычно их 8), выбирают капитана и его заместителя, а затем происходит собственно матбой.
Перед самим матбоем представители команд выходят к доске, где происходит «конкурс капитанов». Представителям дают простую задачу на ответ или предлагают сыграть в игру. Если представитель команды отвечает неправильно, он проигрывает конкурс. Победивший решает, его команда будет вызывать или будет вызванной. Команды поочерёдно вызывают друг друга на какую-то из не доложенных задач. Этот вызов может быть принят, и тогда представитель вызванной команды рассказывает задачу, а представитель вызвавшей команды оппонирует. Если же вызов не принят, то происходит «проверка корректности»: вызывающая команда выставляет докладчика, а вызванная команда выставляет оппонента. В этом случае, если оппоненту удалось доказать, что у докладчика нет решения, то вызов считается некорректным, и вызывавшая команда повторяет вызов.
Каждый участник может побывать у доски (не считая конкурса капитанов) не более 2 раз.
Каждая задача оценивается в 12 баллов. Эти очки распределяются между докладчиком, оппонентом и жюри (жюри достается остаток от 12 очков). За чистое решение задачи докладчик получает 12 баллов. Если в решении задачи оппонент нашел "дырку", жюри присваивает за неё от 1 до 6 баллов (половина от стоимости задачи), в зависимости от её важности. После этого оппонент может потребовать перемены ролей и заработать оставшиеся 6 баллов, рассказав своё решение. Если оппонент не заметил пробелы в решении докладчика, жюри присваивает баллы за дырку себе. 
Капитан (или его заместитель, если капитан у доски) может взять 30-секундный перерыв во время обсуждения задачи (тайм-аут). За это время он может обратиться к своему человеку у доски и передать указания. Команда противников тоже может воспользоваться этим перерывом. Также любая из команд может заменить человека у доски, это будет стоить ей 2 перерыва. Количество перерывов регламентируется организатором, но обычно оно равно 6.

## Российские турниры матбоёв
- Кубок памяти А. Н. Колмогорова
- Уральский турнир юных математиков
- Лига открытий
- Южный математический турнир
- Российский фестиваль юных математиков
- Турнир им. А. П. Савина
- Турнир Kostroma Open
- Московский турнир математических боёв
- Ижевский командный турнир математиков
- Математическая вертикаль